# Capcom Fighting Jam
Capcom Fighting Jam (カプコン ファイティング ジャム, Capcom Fighting Evolution) est un jeu de combat développé par Capcom Production Studio 2 et édité par Capcom en octobre 2004 en arcade sur System 246, puis porté sur PlayStation 2 et Xbox,.
Capcom Fighting Jam propose un assortiment de personnages issus de différents jeux de combat Capcom : Street Fighter II, Street Fighter III, Street Fighter Alpha, Darkstalkers, Red Earth, ainsi que Capcom Fighting All-Stars.

## Système de jeu
Les combats se déroulent à deux contre deux (avec possibilité de les alterner à chaque fin de round), chaque personnage utilisant un style de combat et une jauge de furie identiques à ceux du jeu duquel il est issu.

## Personnages
Les personnages présents dans Capcom Fighting Jam proviennent des jeux originaux Street Fighter II, Street Fighter III, Street Fighter Alpha, Darkstalker et Red Earth, au nombre de quatre par série, plus Ingrid et deux boss que sont Pyron et Shin Akuma, soit un total de 23 personnages.

### Street Fighter II
- Akuma
- Guile
- M. Bison
- Ryu
- Zangief

### Street Fighter III
- Alex
- Chun-Li
- Urien
- Yun

### Street Fighter Alpha
- Guy
- Karin
- Rose
- Sakura
- Shin Akuma

### Darkstalkers
- Anakaris
- Demitri
- Felicia
- Jedah
- Pyron

### Red Earth
- Hauzer
- Hydron
- Kenji
- Leo

### Capcom Fighting All-Stars
- Ingrid

## Portage
- PlayStation 2 :

- Xbox :